# Дженне
Дженне — старовинне місто, розташоване у внутрішній дельті річки Нігер в центральній частині Малі. Знамените своєю архітектурою, особливу славу має Велика мечеть в Дженне. Центральна частина Дженне в 1988 році була занесена до списку Світової спадщини ЮНЕСКО. Населення бл. 12000 осіб (1987).

## Історія

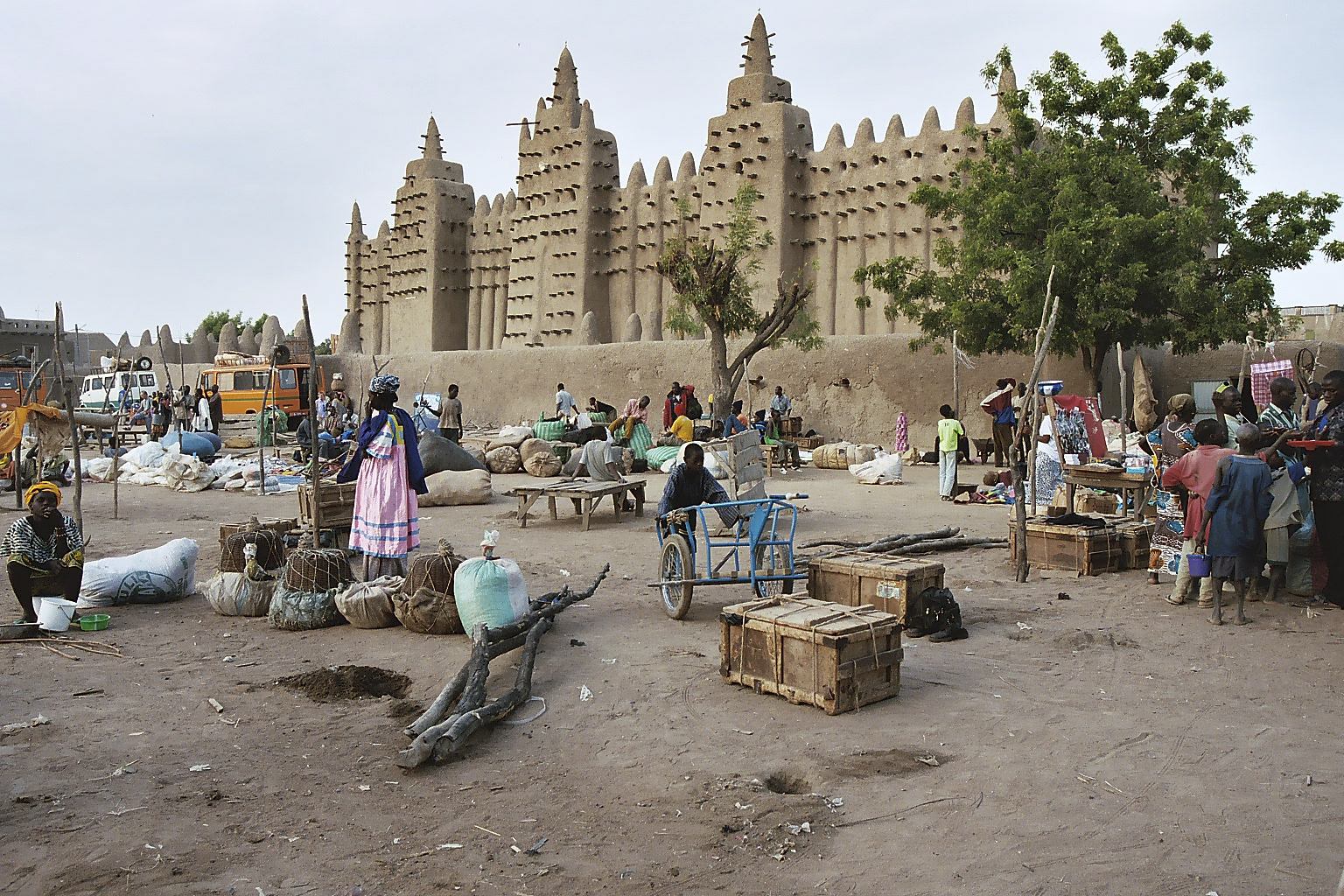
Міська вулиця

Згідно з останніми археологічними даними першочергово місто розташовувалося за 2 км від його теперішнього розміщення. Перші людські поселення віднайдені археологами датуються бл. 200 р. до н. е. Вже у 8-9 ст. н. е. існував доволі розвинутий урбаністичний центр. Проте до 1400 р. це місце повністю опустіло. На сучасній території Дженне люди вперше з'явилися біль 1000 р н. е. Згодом місто перебувало у залежності від імперії Малі, хоча, найімовірніше не було повністю нею завойоване.
Згодом місто ввійшло до складу імперії Сонгаї і Марокко. В 1670—1818 рр. Дженне належало імперії Бамбара, у 1818—1861 імперії Массіна. З 1861 р. і до завоювання Францією у 1893 р. місто належало імперії Тукулер.

## Уродженці
- Габрієль д'Арбусьє (1908—1976) — політичний діяч колоніальної Африки, публіцист.